# Max von Gallwitz
Max Karl Wilhelm von Gallwitz, né le 2 mai 1852 à Breslau (en province de Silésie), et mort le 18 avril 1937 à Naples (Italie), est un général d'artillerie et homme politique allemand.

## Biographie

### Les premières années
Fils d'un percepteur, Max von Gallwitz s'enrôle dans l'armée prussienne lors de la guerre franco-prussienne de 1870, où il sert comme officier d'artillerie. Après la fin de celle-ci, il rejoint l'artillerie de campagne en 1872. Il suit ensuite des cours à l'Académie militaire, avant de servir au Commandement général et au ministère de la Guerre. Il est promu major en 1890, puis colonel en 1896. Il devient alors chef de l'artillerie de campagne au ministère de la Guerre. En 1902, il est élevé au grade de major-général, puis de lieutenant-général en 1905, et prend le commandement de la 6e division, à Cologne. Il est inspecteur de l'artillerie de campagne et général en 1911. L'empereur l'anoblit en 1913, bien qu'il soit de confession catholique,.

### Première Guerre mondiale
Max von Gallwitz a exercé des commandements, durant la Première Guerre mondiale, sur les fronts de l'Est et de l'Ouest.
Au début de la guerre, il est, pendant une courte durée, commandant d'un corps d'armée sur le front occidental : en août 1914, il prend part, à la tête du corps de réserve de la Garde, au siège de Namur.

#### Opérations sur le front de l'Est
En septembre 1914, son corps est affecté à la 8e armée, commandée par Paul von Hindenburg, et prend part à certaines opérations à l'Est. Lors de la première bataille des lacs de Mazurie, il forme l'aile gauche de la 8e armée et participe à l'encerclement de la 2e armée russe. Il est ensuite rattaché à le 9e armée lors des campagnes allemandes en Pologne de la fin 1914 (première et seconde batailles de Varsovie).
En novembre 1914, le corps de réserve de la Garde est démantelé, et Gallwitz prend le commandement d'un ensemble de corps allemands et austro-hongrois opérant en Pologne. Le 9 février 1915, il est nommé à la tête de le groupe d'armée Gallwitz, plus tard renommé 12e armée, dans le sud-est de la Pologne. En juin 1915, il participe à la campagne de Galicie, aux côtés de la 11e armée, sous le commandement de August von Mackensen. Il attaque Varsovie par le nord-ouest lors de la troisième bataille de Varsovie. Il traverse la rivière Narev, et, après une série de combat autour de Pułtusk, il fait prisonniers 111 000 soldats russes, ce qui lui vaut la plus haute distinction militaire allemande Pour le mérite, le 24 juillet 1915. Le 8 septembre 1915, il reçoit les feuilles de chêne pour ses opérations contre les Russes. À l'automne 1915, il remplace Mackensen à la tête de la 11e armée, ce dernier ayant été promu Feldmarschall, avec la mission de mener les armées coalisées de l'Allemagne et de l'Autriche-Hongrie dans l'offensive commune contre la Roumanie. Gallwitz dirige l'invasion de la Serbie. Le 7 octobre 1915, il traverse le Danube à l'est de Belgrade, alors que les Austro-Hongrois franchissent le fleuve à l'ouest. Il repousse les Serbes vers le centre du pays, puis vers l'Adriatique à travers l'Albanie.

#### Retour à l'Ouest

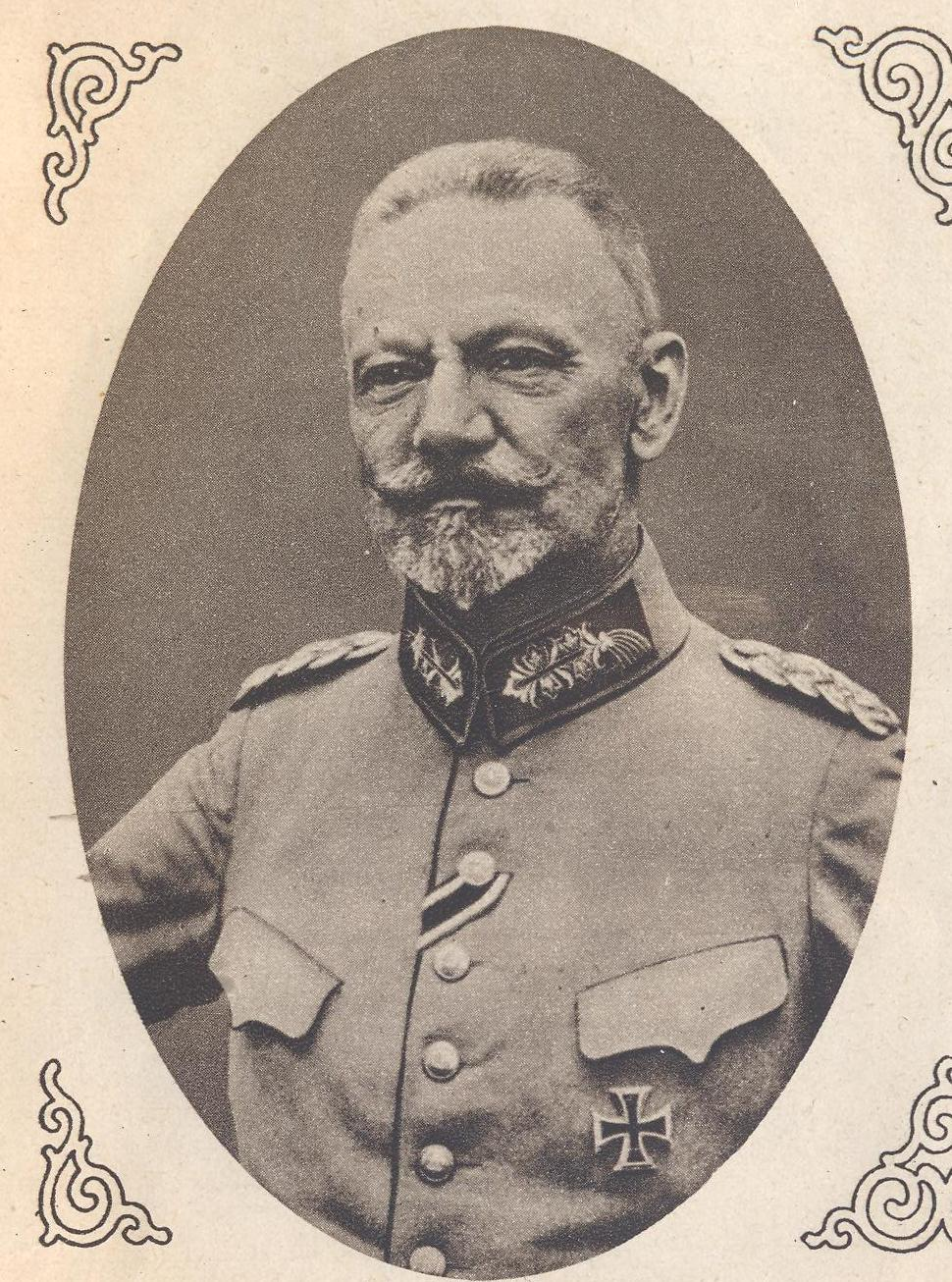
Max von Gallwitz, 1915

Le 29 mars 1916, alors qu'il se prépare à attaquer les alliés à Salonique, il est transféré sur le front Ouest, où il prend la tête du groupe Meuse Ouest, à Verdun. Il participe à la première bataille de Verdun. Lors de la bataille de la Somme contre les Britanniques, en juillet 1916, il est à la tête de la 2e armée, avant de recevoir, le 19 juillet 1916, le commandement d'un nouveau groupe d'armées Gallwitz, constitué de la 1re et de la 2e armées, chargé de la défense de la Somme.
Le 17 décembre 1916, il est de retour à Verdun, à la tête de la 5e armée, sur le front Ouest, qu'il va diriger jusqu'en 1918. Il a pour mission de rétablir la situation qui s'est détériorée après l'échec de Falkenhayn. Il reçoit, le 21 décembre 1917, l'ordre de l'Aigle noir. Le 1er janvier 1918, un nouveau groupe d'armées Gallwitz est créé, en adjoignant le détachement d'armée C à la 5e armée.
Gallwitz combat, à la bataille de Saint-Mihiel de 1918, les premières troupes américaines à avoir pris part au conflit européen. Le saillant de Saint-Mihiel, au sud de Verdun, est attaqué le 12 septembre 1918 par l'armée indépendante du général Pershing, placée entre la 2e et la 8e armées françaises. Face aux  550 000 hommes de Pershing, appuyés par 110 000 Français, et disposant de 267 chars d'assaut, le général Gallwitz ne peut opposer que sept divisions, d'effectifs réduits, dont trois de la milice et une division autrichienne, pour défendre un front de 80 km de long. Bien que le Haut-commandement allemand sache que la position est intenable, il se refuse à l'évacuer, pour ne pas donner une impression de faiblesse. Après une préparation d'artillerie impliquant 2 900 pièces, appuyée par 1 500 avions, les forces allemandes sont incapables d'enrayer l'offensive des dix divisions américaines. Le 16 septembre 1918, Max von Gallwitz donne l'ordre à ses troupes de faire retraite. Il reconnait que celui-ci a été donné trop tard, et les pertes allemandes sont importantes. Les Américains vont s'emparer de 450 pièces d'artillerie et faire 15 000 prisonniers, au prix de la mort de 7 000 hommes.
Gallwitz participe aussi à la troisième bataille d'Ypres.
Du 26 septembre au 11 novembre 1918, la 5e armée qu'il commande depuis Verdun subit l'offensive Meuse-Argonne de l'Armée américaine, menée par le général John J. Pershing, puis par le lieutenant-général Hunter Liggett. Face aux 600 000 Américains et Français, épaulés par 500 pièces d'artillerie, 500 chars d'assaut et 500 avions, sous le commandement du général William “Billy” Mitchell, Gallwitz ne peut que ralentir l'avance alliée, mais pas la stopper. Dans un premier temps, les Allemands contiennent l'avance des Alliés, qui subissent de lourdes pertes, et cessent leur avance le 30 septembre 1918. Les combats reprennent le 4 octobre, et les Allemands se replient, mais font payer un prix élevé aux Américains pour le territoire conquis. Ceux-ci vont perdre 117 000 hommes en 47 jours. Les pertes allemandes sont équivalentes, auxquelles s'ajoutent 20 000 prisonniers. La défaite des troupes de Gallwitz conduit à la signature de l'armistice du 11 novembre 1918. Gallwitz est alors opposé aux négociations et défend, auprès du Haut-Commandement, l'idée d'un appel général à la défense de la patrie allemande. Il est encouragé par certains politiciens, qui souhaitent qu'il succède à Hindenburg à la tête des armées allemandes.
Max von Gallwitz quitte l'armée en décembre 1918.

### L'après-guerre
Après son départ à la retraite, Max von Gallwitz devient, de 1920 à 1924, député du Parti national du peuple allemand au Reichstag. Selon l'historien Holger Afflerbach, c'est un « antisémite virulent ».
En avril 1937, il voyage en Italie pour se reposer. Durant la visite de Pompéi le 13 avril, il tombe malade. Il est transporté à Naples. Le 18 avril 1937, à 13 h 30, il meurt d'une insuffisance cardiaque. Les funérailles ont lieu le 23 avril à Fribourg-en-Brisgau.

## Décorations
Max von Gallwitz reçoit, le 24 juin 1915, l'ordre « Pour le Mérite », pour sa « capacité de commandement et de planification ». Les feuilles de chêne lui sont accordées le 28 septembre 1915. Il se voit accorder l'ordre de l'Aigle noir le 21 décembre 1917. Il est également chevalier de l'ordre militaire de Saint-Henri.

## Une citation controversée
Une tradition veut qu'après la bataille de la Somme, Gallwitz ait déclaré, au sujet des soldats britanniques se battant courageusement : « Nulle part, je n'ai vu de lions si courageux dirigés par des moutons ». Cette citation se retrouve dans le titre du film américain Lions et Agneaux (Lions for Lambs), sorti en 2007.
La citation présumée ne se trouve ni dans les mémoires publiés de Gallwitz (« Erleben im Westen 1916-1918 »), ni dans son journal, et est donc susceptible d'être classée dans le domaine de la légende. Le critique du Times en attribue l'origine à Alexandre le Grand.